# Рудка (Переворський повіт)
Рудка (пол. Rudka) — село в Польщі, у гміні Сенява Переворського повіту Підкарпатського воєводства.
Населення — 788 осіб (2011).

## Розташування
Знаходиться в північно-західній частині Надсяння. Розташоване на відстані 6 км на північ від Сеняви, 20 км на північний схід від Переворська і 50 км на північний схід від Ряшева.

## Історія
У 1831 р. Рудка належала до парафії Сінява Ярославського деканату Перемишльської єпархії, причому в Рудці було 418 парафіян.
У 1900 р. в селі було 619 греко-католиків. У міжвоєнний період західна частина Надсяння піддавалась інтенсивній латинізації та полонізації.
На 1.01.1939 в селі з 1350 жителів було 540 українців-грекокатоликів, 790 поляків і 20 євреїв. Село належало до ґміни Сенява Ярославського повіту Львівського воєводства. Греко-католики належали до парафії Сенява Сінявського деканату Перемишльської єпархії.
У середині вересня 1939 року німці окупували село, однак вже 27 вересня 1939 року відступили і передали радянському 2-му кавалерійському корпусу, оскільки за пактом Ріббентропа-Молотова правобережжя Сяну належало до радянської зони впливу. 27.11.1939 постановою Верховної Ради УРСР село у складі правобережної частини Ярославського повіту в ході утворення Львівської області включене до Любачівського повіту, а 17 січня 1940 року включене до Синявського району. В червні 1941, з початком Радянсько-німецької війни, село знову було окуповане німцями. В липні 1944 року радянські війська оволоділи селом, а в жовтні 1944 року правобережжя Сяну зі складу Львівської області передано Польщі.
У 1945-46 роках з Рудки до СРСР переселено 63 українські сім'ї (262 особи). Переселенці опинилися в селах Тернопільської та Харківської областей. Решту українців у 1947 р. депортовано на понімецькі землі.
У 1975-1998 роках село належало до Перемишльського воєводства.

## Місцеві пам'ятки
- Греко-католицька церква Успіння Богородиці — дерев'яна, збудована 1693 року. Під кінець XVIII ст. була перебудована західна частина цієї церкви. На сучасне місце перенесена 1921 року.
- Костел Різдва Богородиці — раніше греко-католицька церква, збудована 1921 року у візантійському стилі.

## Демографія
Демографічна структура станом на 31 березня 2011 року:
|          | Загалом | Допрацездатний вік | Працездатний вік | Постпрацездатний вік |
| -------- | ------- | ------------------ | ---------------- | -------------------- |
| Чоловіки | 418     | 89                 | 286              | 43                   |
| Жінки    | 370     | 82                 | 202              | 86                   |
| Разом    | 788     | 171                | 488              | 129                  |